# Psilopterus colzecus
Psilopterus colzecus — викопний вид птахів родини Фороракосові (Phorusrhacidae). Вид схожий на P. lemoinei. Відомий тільки з одного неповного скелета, який включає частини нижньої щелепи, крил, стегнової кістки. Голотип MLP-76-VI-12-2 був знайдений у долині річки Арройо в провінції Буенос-Айрес в Аргентині і датується кінцем міоцену (7-5,3 млн років тому).